# Карасин (Сошичненская сельская община)
Кара́син (укр. Карасин) — село в Сошичненской сельской общине Камень-Каширского района Волынской области Украины.
Население по переписи 2024 года составляет 730 человека. Почтовый индекс — 44572. Телефонный код — 3357. Занимает площадь 3,092 км².